# إبراهيم شريدة
إبراهيم شريدة (مواليد 7 سبتمبر 2001 في البحرين) هو لاعب كرة قدم بحريني يجيد اللعب في مركز الوسط المحوري. يلعب حاليا لصالح النجمة الذي ينافس في الدوري البحريني الممتاز منذ 2019.